# Dipchasphecia krocha
Dipchasphecia krocha is een vlinder uit de familie wespvlinders (Sesiidae), onderfamilie Sesiinae.
Dipchasphecia krocha is voor het eerst wetenschappelijk beschreven door Gorbunov in 1991. De soort komt voor in het Palearctisch gebied.